# We are growing (Shaka Zulu)
We are growing (Shaka Zulu) is een single van Margaret Singana. Het is afkomstig van het album We are growing, de soundtrack behorende bij de televisieserie Shaka Zulu, die in 1986 al uitgezonden werd door Veronica. Het soundtrackalbum verscheen al in 1987, maar werd pas in de zomer van 1989 een verkoophit in Nederland en België, zo ook de single. De verkoopcijfers werden waarschijnlijk veroorzaakt door de herhaling van de televisieserie door Veronica in het voorjaar van 1989 en de uitgave van de serie op video. De single en het soundtrackalbum zorgden voor een korte comeback voor deze Zuid-Afrikaanse zangeres, die toch in 2000 in armoede stierf.

## Achtergrond
"We are growing (Shaka Zulu)" werd uitsluitend een hit in Nederland, Vlaanderen en Australië. Het destijds kleine Nederlandse platenlabel "Cloud Records" uit het Limburgse Roermond zag in het voorjaar van 1989 meteen de hitpotentie van de plaat tijdens het zien van de herhaling van de televisieserie Shaka Zulu door Veronica. Dit platenlabel verkreeg namens Singana's manager Patrick Van Blerk uiteindelijk de rechten om het nummer in Europa uit te brengen op single.
In Nederland was de plaat op 28 juli 1989 de Alarmschijf. De single bereikte de nummer 1-positie in zowel de Nederlandse Top 40 als de Nationale Hitparade Top 100. In Vlaanderen kwam het tot de achtste positie in zowel de voorloper van de Ultratop 50 als de Radio 2 Top 30. In Australië bereikte de plaat de 62e positie in de hitlijst. Ook bleef het lied populair doordat Veronica in de zomer van 1989 de tune van de tv-serie gebruikte voor een ledenwerfcampagne op de publieke radio- en televisiezenders.

## Hitnoteringen

### Nederlandse Top 40
| Hitnotering: 05-08-1989 t/m 14-10-1989 | Hitnotering: 05-08-1989 t/m 14-10-1989 | Hitnotering: 05-08-1989 t/m 14-10-1989 | Hitnotering: 05-08-1989 t/m 14-10-1989 | Hitnotering: 05-08-1989 t/m 14-10-1989 | Hitnotering: 05-08-1989 t/m 14-10-1989 | Hitnotering: 05-08-1989 t/m 14-10-1989 | Hitnotering: 05-08-1989 t/m 14-10-1989 | Hitnotering: 05-08-1989 t/m 14-10-1989 | Hitnotering: 05-08-1989 t/m 14-10-1989 | Hitnotering: 05-08-1989 t/m 14-10-1989 | Hitnotering: 05-08-1989 t/m 14-10-1989 | Hitnotering: 05-08-1989 t/m 14-10-1989 |
| Week                                   | 1                                      | 2                                      | 3                                      | 4                                      | 5                                      | 6                                      | 7                                      | 8                                      | 9                                      | 10                                     | 11                                     |                                        |
| -------------------------------------- | -------------------------------------- | -------------------------------------- | -------------------------------------- | -------------------------------------- | -------------------------------------- | -------------------------------------- | -------------------------------------- | -------------------------------------- | -------------------------------------- | -------------------------------------- | -------------------------------------- | -------------------------------------- |
| Nummer                                 | 11                                     | 1                                      | 1                                      | 1                                      | 1                                      | 3                                      | 5                                      | 11                                     | 18                                     | 32                                     | 40                                     | uit                                    |

### Nationale Hitparade Top 100
| Hitnotering: 29-07-1989 t/m 04-11-1989 | Hitnotering: 29-07-1989 t/m 04-11-1989 | Hitnotering: 29-07-1989 t/m 04-11-1989 | Hitnotering: 29-07-1989 t/m 04-11-1989 | Hitnotering: 29-07-1989 t/m 04-11-1989 | Hitnotering: 29-07-1989 t/m 04-11-1989 | Hitnotering: 29-07-1989 t/m 04-11-1989 | Hitnotering: 29-07-1989 t/m 04-11-1989 | Hitnotering: 29-07-1989 t/m 04-11-1989 | Hitnotering: 29-07-1989 t/m 04-11-1989 | Hitnotering: 29-07-1989 t/m 04-11-1989 | Hitnotering: 29-07-1989 t/m 04-11-1989 | Hitnotering: 29-07-1989 t/m 04-11-1989 | Hitnotering: 29-07-1989 t/m 04-11-1989 | Hitnotering: 29-07-1989 t/m 04-11-1989 | Hitnotering: 29-07-1989 t/m 04-11-1989 | Hitnotering: 29-07-1989 t/m 04-11-1989 |
| Week                                   | 1                                      | 2                                      | 3                                      | 4                                      | 5                                      | 6                                      | 7                                      | 8                                      | 9                                      | 10                                     | 11                                     | 12                                     | 13                                     | 14                                     | 15                                     |                                        |
| -------------------------------------- | -------------------------------------- | -------------------------------------- | -------------------------------------- | -------------------------------------- | -------------------------------------- | -------------------------------------- | -------------------------------------- | -------------------------------------- | -------------------------------------- | -------------------------------------- | -------------------------------------- | -------------------------------------- | -------------------------------------- | -------------------------------------- | -------------------------------------- | -------------------------------------- |
| Nummer                                 | 60                                     | 11                                     | 1                                      | 1                                      | 1                                      | 1                                      | 3                                      | 5                                      | 7                                      | 13                                     | 23                                     | 28                                     | 50                                     | 69                                     | 94                                     | uit                                    |

### VlaamseRadio 2 Top 30
| Hitnotering: 26-08-1989 t/m 07-10-1989 | Hitnotering: 26-08-1989 t/m 07-10-1989 | Hitnotering: 26-08-1989 t/m 07-10-1989 | Hitnotering: 26-08-1989 t/m 07-10-1989 | Hitnotering: 26-08-1989 t/m 07-10-1989 | Hitnotering: 26-08-1989 t/m 07-10-1989 | Hitnotering: 26-08-1989 t/m 07-10-1989 | Hitnotering: 26-08-1989 t/m 07-10-1989 | Hitnotering: 26-08-1989 t/m 07-10-1989 |
| Week                                   | 1                                      | 2                                      | 3                                      | 4                                      | 5                                      | 6                                      | 7                                      |                                        |
| -------------------------------------- | -------------------------------------- | -------------------------------------- | -------------------------------------- | -------------------------------------- | -------------------------------------- | -------------------------------------- | -------------------------------------- | -------------------------------------- |
| Nummer                                 | 8                                      | 13                                     | 12                                     | 15                                     | 10                                     | 11                                     | 24                                     | uit                                    |

### NPO Radio 2 Top 2000
We are growing stond alleen in 1999 in de NPO Radio 2 Top 2000, op plek 1878.